# 革新廣場站
革新廣場站（羅馬化：Preobrazhenskaya ploshchad）是莫斯科地鐵索科利尼基線的一個車站，位於莫斯科東行政區。革新廣場站開通於1965年12月31日，曾經是索科利尼基線的終點車站。